# Uchinada
Uchinada (内灘町?) è una cittadina giapponese della prefettura di Ishikawa.